# ویژن کوئست (فیلم)
ویژن کوئست (به انگلیسی: Vision Quest) یا دیوانه تو (به انگلیسی: Crazy for You) فیلمی محصول سال ۱۹۸۵ و به کارگردانی هارولد بکر است. در این فیلم بازیگرانی همچون متیو موداین، لیندا فیورنتینو، مایکل شوفلینگ، رانی کاکس، هارولد سیلوستر، دافنه زونیگا، چارلز هالاهان، رابرت هولمز تامسون، رافائل اسبارجه، فارست ویتاکر، رابرتس بلوسوم، جیمز گامون، اندرو شو و مدونا ایفای نقش کرده‌اند.